# 下館バイパス

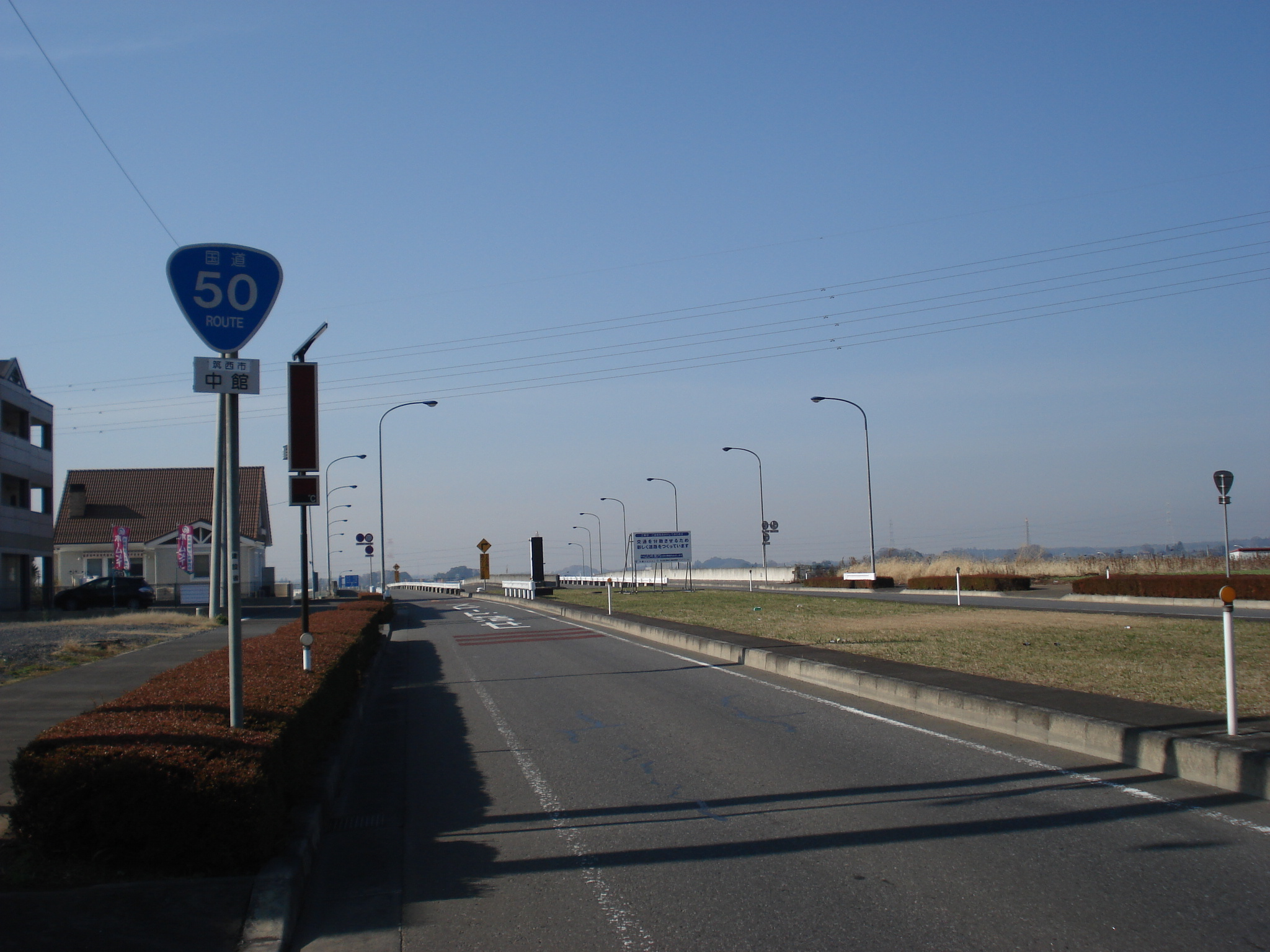
筑西市中館

下館バイパス（しもだてバイパス）は茨城県筑西市を通る国道50号のバイパスである。
筑西市玉戸 - 横塚間はバイパスとして新規に下館市街地を迂回する道路を建設、下川島 - 玉戸間は現道改良によるものである。沿線には道の駅グランテラス筑西が設置されている。旧道とバイパスの西側の分岐に当たる神分西交差点は暫定でT字路の構造を取っているが、下館跨線橋掛け替え工事に合わせて立体交差に作り替えが行われる予定。

## 概要
- 起点 : 茨城県筑西市下川島（布川交差点）
- 終点 : 茨城県筑西市横塚（横塚交差点）
- 距離 : 10.6 km[1]
- 車線数 : 4車線（現在供用区間は全線暫定2車線）
- 規格 : 3種1級
- 設計速度 : 80 km/h

## 歴史
- 1983年（昭和58年）4月14日：都市計画決定（下館結城都市計画道路 3・2・33号 小田林・蓮沼線の一部）[2]。
- 1986年（昭和61年）度：下館市（現・筑西市）岡芹 - 真壁郡協和町（現・筑西市）横塚間事業化
- 1988年（昭和63年）度：同区間用地買収着手
- 1990年（平成2年）度：同区間工事着手
- 1998年（平成10年）4月：下館市岡芹 - 川澄間（延長2.3 km）暫定2車線で供用開始
- 2000年（平成12年）度：小貝川前後の改良工事、小貝川橋下部工事着手
- 2001年（平成13年）度：下館市岡芹 - 玉戸間事業化
- 2003年（平成15年）4月：下館市川澄 - 協和町横塚間（延長1.8 km）暫定2車線で供用開始
- 2004年（平成16年）度：下館市玉戸 - 下川島間事業化
- 2011年（平成23年）3月8日：筑西市栗島 - 岡芹間（延長1.9 km）暫定2車線で供用開始
- 2014年（平成26年）10月7日：筑西市神分 - 栗島間（延長1.6km）の供用開始し、これによりバイパス部全線開通[1]（暫定2車線）。
- 2015年（平成27年）3月26日 - 国道50号現道のうち西谷貝交差点〜下館バイパス横塚入口交差点間を県道石岡筑西線の区域に追加。[3]
- 2015年（平成27年）4月1日 - 国道50号現道の神分西交差点 - 下館バイパス横塚入口間の現道の国道指定が解除され、市道と一部県道（県道石岡筑西線）へ降格[4]。これにより、下館バイパスが国道50号の現道となった。
- 2021年（令和3年）3月16日 - 現道改良（4車線化）区間内の下館跨線橋架け替え工事に伴い、切り回し道路への切り替えを実施。[5]

## 交差する道路
- 交差する道路の特記がないものは市道。
- 未供用区間の交差点で事業中は交差点名（事業中）で示す。
- 暫定供用区間の交差点で車線拡幅事業中は交差点名（事業中）で示す。

| 交差する道路                               | 交差する道路               | 交差点名 | 交差点名                       |
| ------------------------------------------ | -------------------------- | -------- | ------------------------------ |
| 小山方面（国道50号結城バイパス）           |                            |          |                                |
| 県道303号舟玉川島停車場線                  | 県道304号小川川島停車場線  | 筑西市   | 布川（事業中）                 |
|                                            |                            | 筑西市   | 玉戸駅入口（事業中）           |
| 国道50号旧道（下館バイパス（旧））         | -                          | 筑西市   | 神分西（事業中）               |
|                                            |                            | 筑西市   | 栗島IC（事業中）               |
| 県道316号真岡筑西線                        | 県道316号真岡筑西線        | 筑西市   | 灰塚IC（事業中）               |
| 国道294号（国道408号重用）                 | 国道294号（国道408号重用） | 筑西市   | 中館西（岡芹IC）（事業中）     |
|                                            |                            | 筑西市   | 中館（事業中）                 |
|                                            |                            | 筑西市   | （川澄地内）（事業中）         |
| 県道207号高田筑西線                        | 県道207号高田筑西線        | 筑西市   | 川澄南（事業中）               |
| 県道7号石岡筑西線（国道50号旧道）          | -                          | 筑西市   | 下館バイパス横塚入口（事業中） |
|                                            |                            | 筑西市   | 横塚（事業中）                 |
| 水戸方面（国道50号協和改築・協和バイパス） |                            |          |                                |

## 接続するバイパス
- 結城バイパス
- 協和バイパス
- 国道50号一次改築
  - 下館バイパス（旧）
  - 協和改築